# Église Saint-Pierre de Berneuil
Pour les articles homonymes, voir Église Saint-Pierre.
L'église Saint-Pierre est une église catholique située à Berneuil, dans le département de la Somme, en France.

## Historique

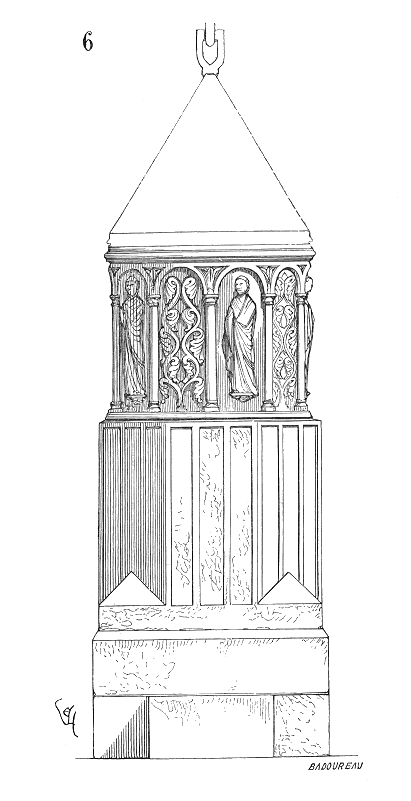
Saint Pierre est représenté sur les fonts baptismaux.

L'édifice est classé au titre des monuments historiques en 1921.

## Caractéristiques
L'église est construite en pierre, avec un clocher-porche. L'intérieur est voûté en bois. Le chœur conserve un maître-autel du XVIIe ou XVIIIe siècle.
L'objet le plus remarquable conservé dans cette église est une cuve baptismale en plomb du XIIe siècle. Elle présente un décor curieux : une représentation de saint Pierre accompagnée d'un décor de feuillage stylisé reproduit à cinq reprises sous les arcatures.

L'église Saint-Pierre, intérieur
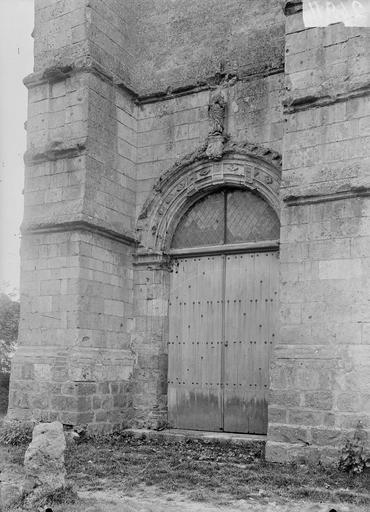
Le portail en 1914.
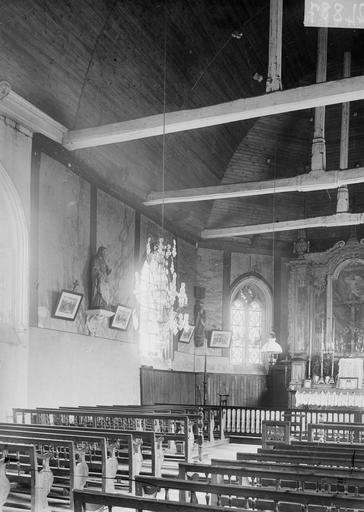
La nef en 1914.
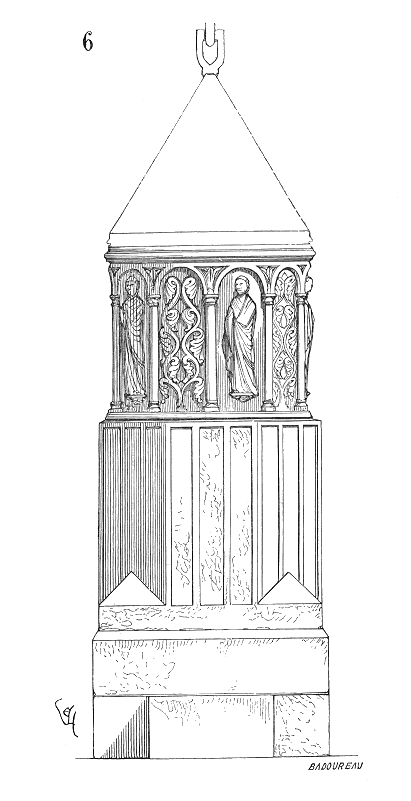
Fonts baptismaux de l'église.
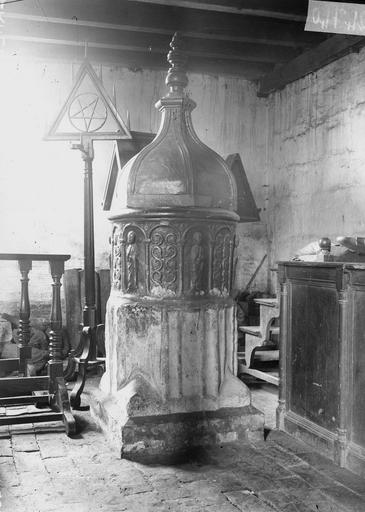
Les fonts baptismaux en 1914.

L'église Saint-Pierre, extérieur
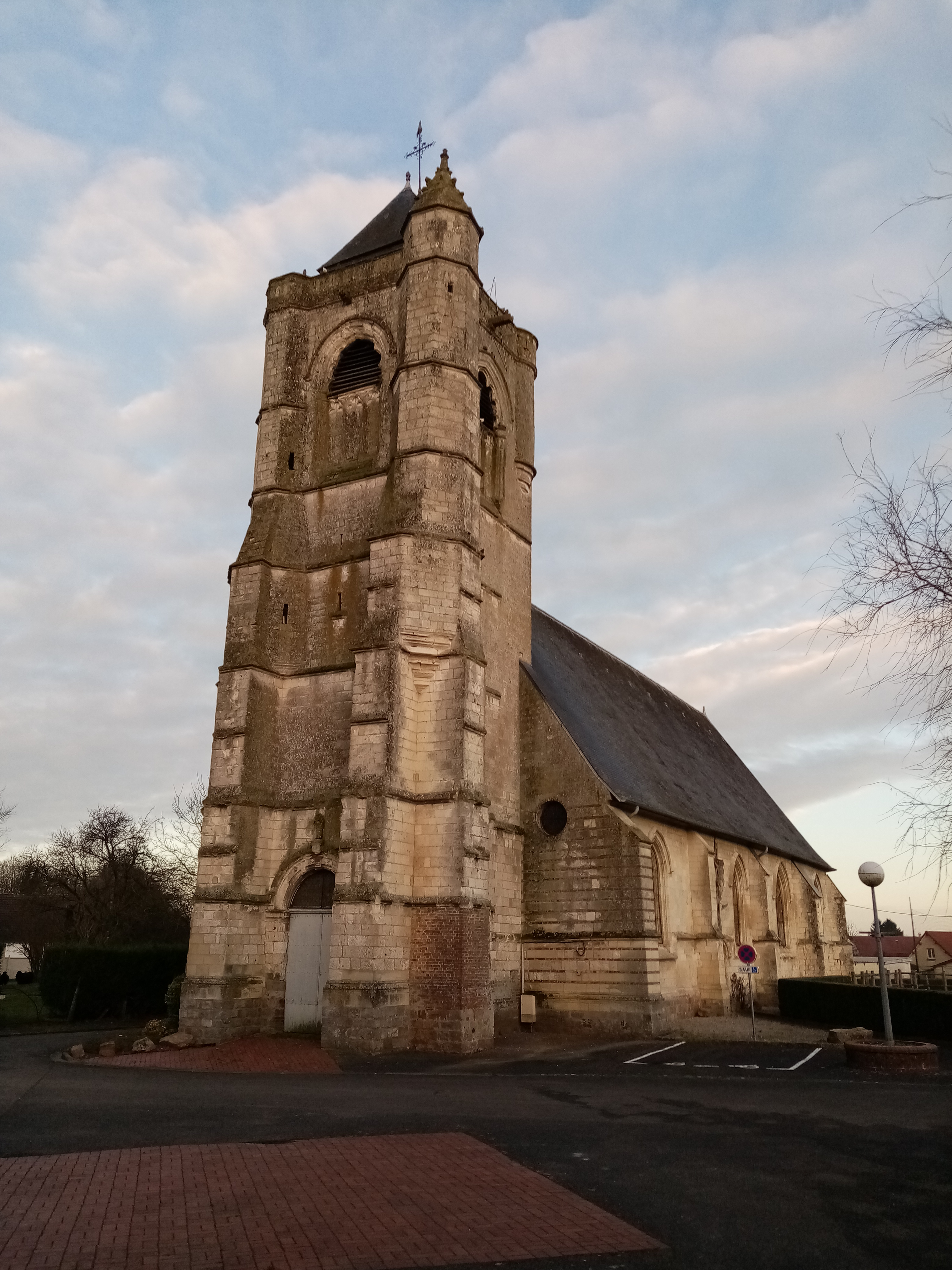
Le clocher.
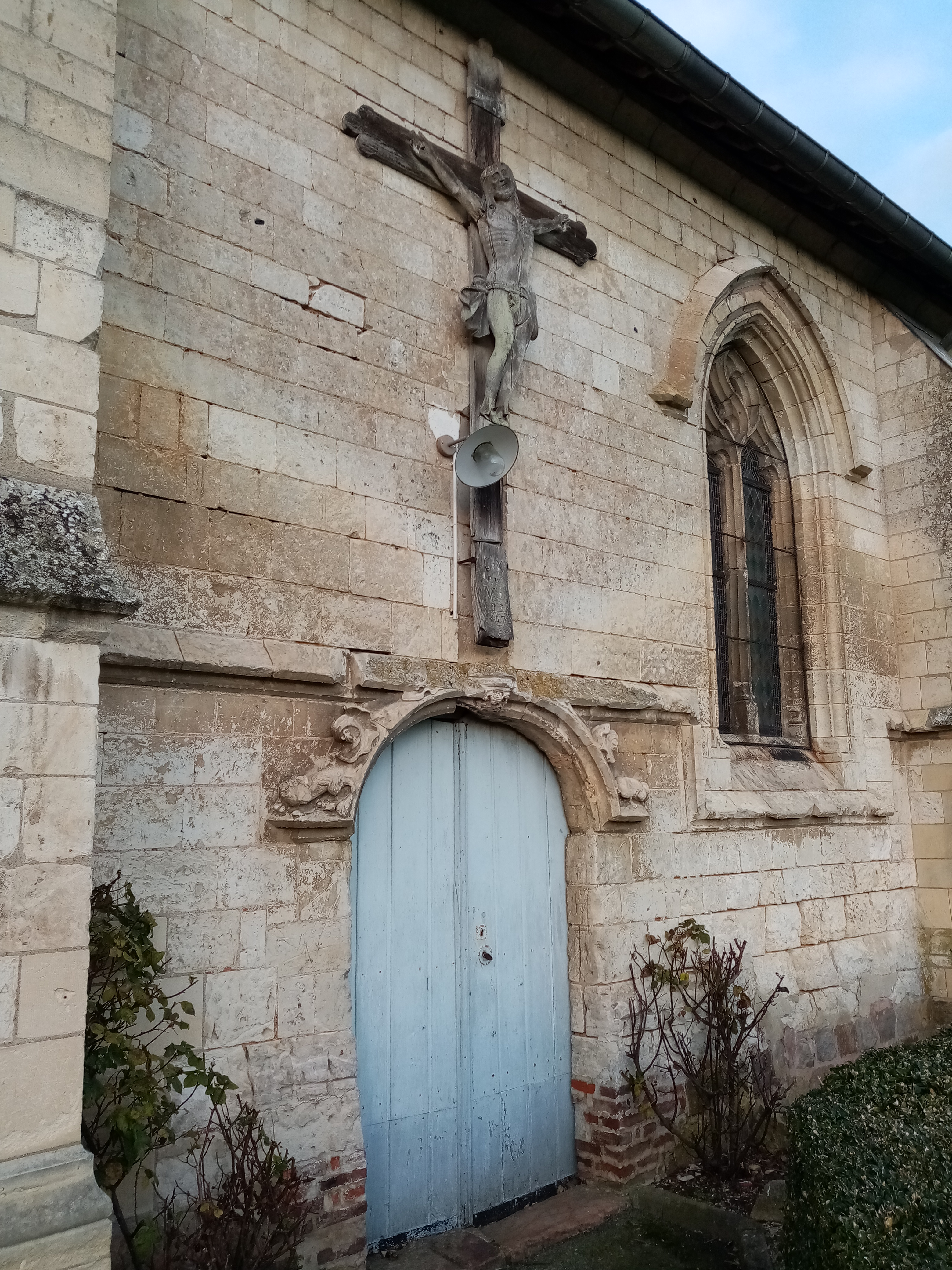
L'entrée sud.
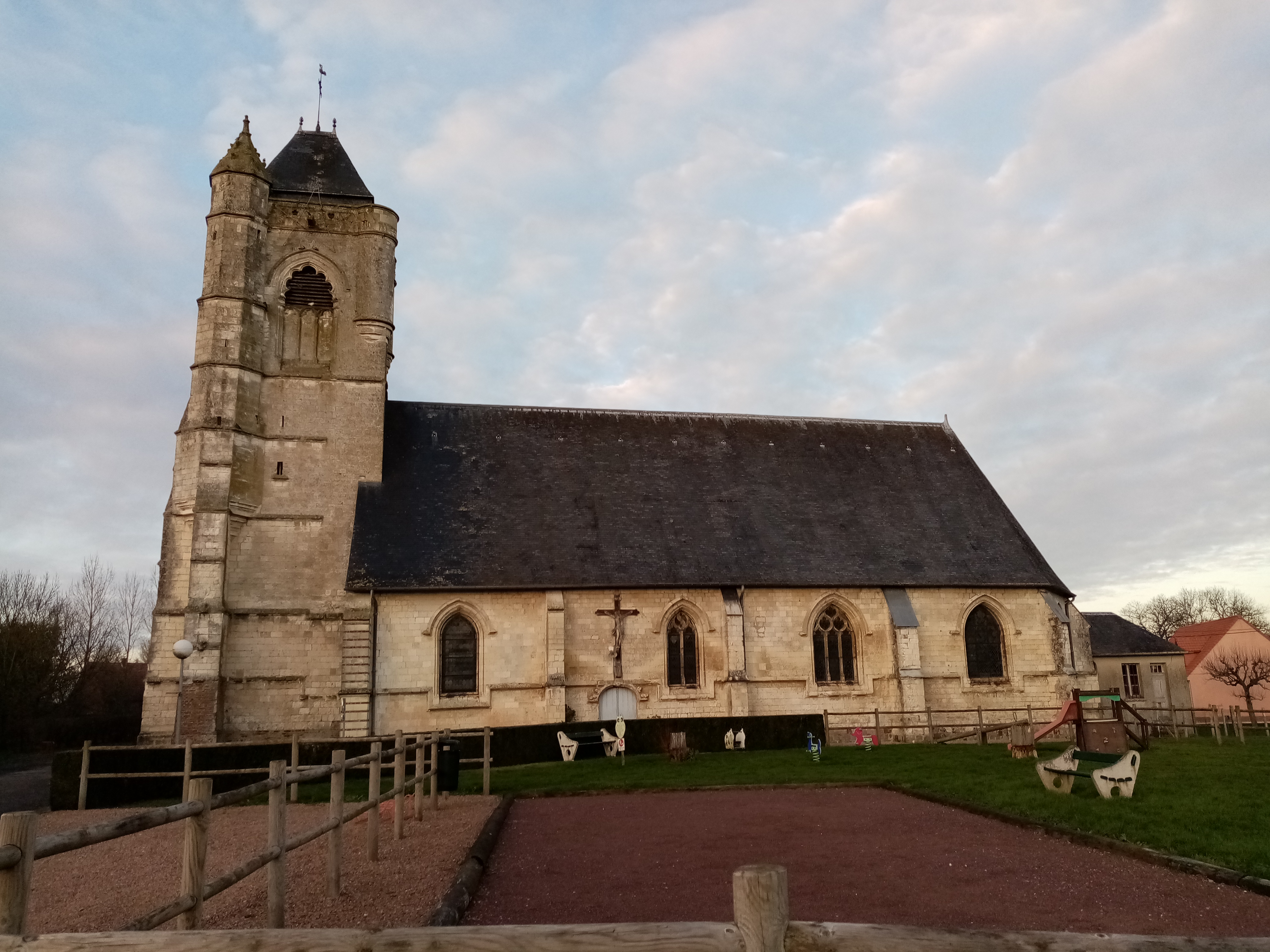
La façade sud.